# Oxytate striatipes
Oxytate striatipes är en spindelart som beskrevs av Ludwig Carl Christian Koch 1878. Oxytate striatipes ingår i släktet Oxytate och familjen krabbspindlar. Inga underarter finns listade i Catalogue of Life.